# فرودگاه شهری منومونی
فرودگاه شهری منومونی (به انگلیسی: Menomonie Municipal Airport) یک فرودگاه همگانی بهره‌برداری هوایی است که یک باند فرود آسفالت دارد و طول باند آن ۱۵۴۷ متر است. این فرودگاه در شهر منومنی، ویسکانسین کشور ایالات متحده آمریکا قرار دارد و در ارتفاع ۲۷۲ متری از سطح دریا واقع شده‌است.